# کورکتین
کورکتین (تلفظ فرانسوی: [kuʁkətɛn] ()) یک کمون در بخش سن و مارن در منطقه ایل دو فرانس در شمال مرکزی فرانسه است.

## جمعیت‌شناسی
به ساکنان آن کورکتینوا می‌گویند.